# Diriamba
Diriamba là một khu tự quản thuộc tỉnh Carazo, Nicaragua. Khu tự quản Diriamba có diện tích 349 ki lô mét vuông. Đến thời điểm năm 2005, huyện Diriamba có dân số 57542 người.